# Juan Croucier
Juan Croucier (Juan Carlos Croucier, 22 de agosto de 1959 en Santiago de Cuba) es un músico cubano-estadounidense de heavy metal, reconocido principalmente por su participación en la banda Ratt.

## Carrera
Croucier tocó el bajo inicialmente en la agrupación de hard rock Dokken, para luego formar parte de la exitosa banda Ratt. También estuvo en Quiet Riot durante un breve periodo de tiempo. Fue un importante compositor en Ratt, pues escribió la letra de algunos éxitos que ayudaron a las millonarias ventas de la banda, como "Lack of Communication" y You're In Love". También participó en un proyecto llamado Liquid Sunday.
Actualmente, Croucier se encuentra realizando giras y grabando nuevo material con Ratt.

## Discografía

### Dokken
- Back in the Streets (1979)
- Breaking the Chains (1983)

### Ratt
- Out of the Cellar (1984)
- Invasion of Your Privacy (1985)
- Dancing Undercover (1986)
- Reach for the Sky (1988)
- Detonator (1990)